# Karl Riha
Karl Riha (Český Krumlov, Checoslovaquia, 3 de junio de 1935) es un escritor y erudito alemán. 

## Biografía
Tras sus estudios en la Universidad Johann Wolfgang Goethe de Frankfurt, Riha fue editor de la revista estudiantil Diskus, editada en Frankfurt, entre 1962 y 1967. Desde 1965 trabajó como asistente de investigación en la Universidad de Frankfurt y desde 1969 en la Universidad Técnica de Berlín. Obtuvo el doctorado en 1969 con una tesis sobre la gran ciudad y la literatura alemana. En 1972 fue contratado como profesor y en 1975 se convirtió en catedrático de Filología alemana/Literatura comparada en la Universidad de Ciencias Aplicadas de Siegen. 
De 1988 a 1991 Karl Riha fue director del Coloquio Literario de Berlín. Fue miembro del Consejo de Literatura NRW y miembro del Pen Club de Alemania. En la editorial Patio, fue editor de la serie PA-RA-BÜ. En las Ediciones Universitarias, Riha fue también coeditor de la serie MUK (medios y comunicaciones), con Franz J. Weber o Marcel Beyer, autores olvidados de la modernidad. Publicó un número importante de textos experimentales en la revista Diagonal. La sección Randgemände der Moderne, escrita por Riha y Franz J. Weber, ha aparecido desde 1988 en la revista Postscriptum, en Verlag, Hannover.
En 1996 recibió el premio literario de la ciudad de Kassel por su obra de humor grotesco. 
Riha ha escrito numerosos artículos de investigación sobre temas como Themen Moritat, canción popular, historietas, humor, caricaturas, Commedia dell'arte, dadaísmo, así como sobre la historia de los medios de comunicación. En sus publicaciones literarias usaba ocasionalmente los pseudónimos Hans Wald, Agno Stowitsch y Charlie Hair.

## Obras

### Obras literarias
- Nicht alle Fische sind Vögel. Gedichte und Prosa (1981).
- In diesem/diesem Moment. Gedichte, Bilder und Prosa (1984).
- So zier so starr so form so streng. Sonette (1988).
- GOMRINGER oder die anwendung der konstellation auf ihren erfinder (1989).
- Kitty in der Killerfalle und andere Prosa, Edition Literarischer Salon, Gießen (1990)
- Was ist mit mir heute los? (1994).
- Ich in einem stück und andere prosa (1999).

### Publicaciones científicas
- Prämoderne – Moderne – Postmoderne. Suhrkamp, Frankfurt am Main 1994.
- Dada Berlin. Reclam, Stuttgart 1994.
- Commedia dell'arte. Mit den Figurinen Maurice Sands. Insel, Frankfurt am Main 1980, ISBN 3-458-19007-4.
- Moritat, Bänkelsong, Protestballade. Zur Geschichte des engagierten Liedes in Deutschland. Athenäum-Fischer-Taschenbuchverlag, Frankfurt am Main 1975, ISBN 3-8072-2100-X und 2., erweiterte Auflage, Atheneum, Königstein am Taunus 1979, ISBN 3-7610-2100-3.
- Cross-Reading und Cross-Talking. Zitat-Collagen als poetische und satirische Technik u. a. bei Georg Christoph Lichtenberg.  Metzler, Stuttgart 1971.
- Zok roarr wumm. Zur Geschichte der Comics-Literatur. Anabas Verlag Günter Kämpf, Steinbach 1970, DNB 457945192.
- Reisen im Luftmeer. Ein Lesebuch zur Geschichte der Ballonfahrt von 1783 (und früher) bis zur Gegenwart / unter Mitarbeit von Ursula Tesch und Dieter H. Stündel herausgegeben von Karl Riha. Hanser, München / Wien 1983, ISBN 3-446-13682-7.
- Nachwort. In: Lesage: Der Hinkende Teufel. Bearbeitung der Übersetzung (aus der Mitte des 19. Jahrhunderts) von G. Fink durch Meinhard Hasenbein. Mit Illustrationen von Tony Johannot (aus der gleichzeitig mit der Übersetzung Finks erschienenen französischen Ausgabe von 1840). Insel, Frankfurt am Main 1978 (= insel taschenbuch. Band 337). ISBN 3-458-32037-7, S. 363–378.

### Tesis
- Die Beschreibung der „Großen Stadt“: Zur Entstehung des Großstadtmotivs in der deutschen Literatur (ca. 1750 – ca. 1850). Frankfurt am Main 1969, DNB 482056894, Facultad de Filosofía, junio de 1969; Gehlen, Bad Homburg vor der Höhe / Berlín / Zürich 1970, DNB 457945176.

## Enlaces web
- Bibliografía relacionada con Karl Riha en el catálogo de la Biblioteca Nacional de Alemania.

- Datos: Q102321